# Jernsaxa
I den nordiske mytologi var Jarnsaxa ('Hende med jernsværdet') en jættekvinde.
Ifølge Snorri Sturlusons Yngre Edda var hun guden Thors elskerinde. Med ham skulle hun have sønnen Magni. Ifølge digtet Hyndluljóð i den Ældre Edda er jarnsaxa også navnet på en af Hejmdals ni mødre. I Skáldskaparmál er Thors kone gudinden Sif enten hende selv kaldet "jarnsaxa" eller omtalt som en kenning, der betyder "jarnsaxas rival" hvilket kan skabe forvirring om Sif er mor til Magni.